# Этуотер (станция метро)
«Э́туотер» (англ. Atwater, фр. Atwater) — станция Монреальского метрополитена на Зелёной линии. Между станциями «Лионель-Гру» и «Ги-Конкордия». Обслуживается Монреальской транспортной корпорацией. Расположена в боро Виль-Мари и городе Уэстмаунт. Открыта 14 октября 1966 года; была конечной станцией на Зелёной линии до 1978 года.

## История
«Этуотер» — станция мелкого заложения с боковыми платформами под бульваром Де Мезоннёв. Построена по проекту архитектурного бюро Давида, Бульвы и Клева.  Имеет большой вестибюль с турникетами на обоих концах. Станция оборудована информационными экранами «MétroVision», на которых отображаются новости, рекламные ролики и время до прибытия следующего поезда.
Название станции ведёт происхождение от проспекта Этуотер, названного так в 1871 году в честь Эдвина Этуотера (1808—1874) — члена муниципального совета микрорайона Сент-Антуан.

## Рядом
Подземные переходы со станции ведут в коммерческий центр Алексис Нихон Комплекс, Вестмаунт-сквер и Доусон-колледж. Рядом со станцией располагаются библиотека Этуотера, Монреальская детская больница, Монреаль-Форум, Кэбот-сквер, мэрия Вестмаунта, реформистская синагога Эману-эль-Бет-Шолом, католическая церковь Сен-Леон-де-Вестмаунт (Святого Льва в Вестмаунте), Молодежный и семейный центр Батшоу.

## Транспорт
Маршруты STM:  (регулярные) 15 «Сент-Кэтрин», 57 «Пон-Сен-Шарль», 63 «Жируар», 90 «Сен-Жак», 104 «Кавендиш», 108 «Баннантин», 138 «Нотр-Дам-де-Грейс», 144 «Авеню-Де-Пин», 150 «Рене-Левеск»; (ночные) 350 «Верден / Ласаль», 354 «Сент-Анн-де-Бельвью / Сентр-Виль», 355 «Пий IX», 356 «Лашин / Монреаль — Трудо / Де Сурсе», 358 «Сент-Кэтрин», 360 «Авеню-Де-Пин», 364 «Шербрук / Жозеф-Рено», 369 «Кот-де-Неже», 371 «Декари», 376 «Пьерфонд / Сентр-Виль».